# Saunemin (Illinois)
Saunemin – wieś w Stanach Zjednoczonych, w stanie Illinois, w hrabstwie Livingston.